# Генерални гувернер Новог Зеланда
Генерални гувернер Новог Зеланда (енгл. Governor-General of New Zealand; маор. Te Kāwana Tianara o Aotearoa) је заступник и намесник новозеландског монарха (тренутно краља Чарлса III). Тренутни генерални гувернер је Синди Киро.